# Evi Neijssen
Evi Neijssen (Eindhoven, 1 april 1987) is een Nederlands turnster.
Ze begon op haar derde met kleutergym bij de vereniging Turnlust in Budel. In 1996 gaat ze naar turnvereniging Patrick Echt.
Van 2000 tot 2006 is ze lid van het dames Oranje team van Nederland.
Neijssen heeft op 15 augustus 2005 bij de Universiade in het Turkse İzmir een gouden medaille veroverd met een score van 9.212 op het onderdeel sprong.
In augustus 2006 beëindigt ze haar turncarrière om zich toe te leggen op polsstokhoogspringen.